# Ботанический журнал
Ботани́ческий журна́л (ISSN 0006-8136) — научный периодический журнал, посвящённый исследованиям в различных областях ботаники, включая историю ботанических исследований. К публикации принимаются статьи на русском и английском языках. Редколлегия журнала находится в Санкт-Петербурге и традиционно связана с Русским ботаническим обществом (при котором был изначально создан) и Ботаническим институтом РАН.

## История
Решение о создании печатного органа было принято на Учредительном съезде РБО в 1915 году.
Основанный И. П. Бородиным «Журнал Русского ботанического общества» имел большое значение для развития ботаники в России.
Первый том журнала вышел в декабре 1916 года.
Журнал несколько раз менял название:
- Том 1 (1916) — «Журнал Русского ботанического общества при императорской Академии наук»
- Тома 2—9 (1917—1924) — «Журнал Русского ботанического общества при Академии наук»
- Тома 10—13 (1925—1928) — «Журнал Русского ботанического общества при Академии наук СССР»
- Тома 14—16 (1929—1931) — «Журнал Русского ботанического общества»
- Тома 17—32 (1932—1947) — «Ботанический журнал СССР»
- в 1947 был слит с журналом «Советская ботаника» (1933—47)
- начиная с тома 33 (1948) получил название «Ботанический журнал» (орган Всесоюзного ботанического общества при АН СССР).

### Главные редакторы
- акад. И. П. Бородин (1916—1930)
- акад. В. Л. Комаров (1930—1945)
- акад. В. Н. Сукачёв (1945—1959)
- член-корр. АН СССР В. Ф. Купревич (1959—1965)
- акад. Е. М. Лавренко (1966—1979)
- акад. А. Л. Тахтаджян (1979—2001)
- член-корр. РАН Р. В. Камелин (2001—2016)
- д.б.н. А. Л. Буданцев (2016—2021)
- д.б.н. Л. В. Аверьянов (с 2021 по н.в.)

## Редакционная коллегия
В состав редколлегии журнала входят: д.б.н. О. М. Афонина (зам. главного редактора), д.б.н. О. С. Баранова, Ph.D. С. Волис (Китай), д.г.-м.н. А. Б. Герман, д.б.н. Т. Е. Дарбаева (Казахстан), д.б.н. Л. А. Димеева (Казахстан), Д. С. Кессель (отв. секретарь), Ph.D. М. Л. Кузьмина (Канада), М. В. Марков, к.б.н. Т. А. Михайлова, д.б.н. А. А. Оскольский, д.б.н. А. А. Паутов, д.б.н. М. Г. Пименов, д.б.н. И. Н. Сафронова (зам. главного редактора), к.б.н. А. Н. Сенников (Финляндия), член-корр. РАН Д. Д. Соколов, к.б.н. И. В. Соколова, д.б.н. А. К. Сытин, д.б.н. А. К. Тимонин, д.б.н. И. И. Шамров (зам. главного редактора), д.б.н. С. Н. Шереметьев, д.б.н. В. С. Шнеер, д.б.н. Г. П. Яковлев.

## Тематика публикаций
В первый период существования журнала он состоял из следующих разделов: оригинальные статьи по всем разделам ботаники, обзоры, флористические заметки, рефераты новых русских и важных иностранных работ, библиография, личные известия, отчеты о деятельности РБО. В «Советской ботанике» (1933—1947) придавалось большое значение библиографиям, позже они практически исчезали со страниц «Ботанического журнала». Рефераты тоже перестали публиковаться, вместо них появились более или менее обширные рецензии. Кроме того, после появления специализированных журналов, таких как «Украинский ботанический журнал» (с 1931), «Физиология растений» (с 1954), «Растительные ресурсы» (с 1965), «Микология и фитопатология» (с 1967), тематика публикаций журнала значительно сократилась.
Журнал способствовал развитию ботанических исследований в СССР. Особое значение имела дискуссия по общим проблемам биологии, проводившаяся журналом в 1952—1958 годах, возглавляемым В. Н. Сукачёвым. В ходе этой дискуссии в журнале публиковались статьи с критикой антидарвиновских представлений Т. Д. Лысенко о виде и видообразовании, которые привели к непримиримой борьбе с лысенковщиной. «Ботанический журнал» стал одним из главных центров этой борьбы, вокруг которого сплачивались прогрессивные научные работники. Это привело к тому, что по прямому указанию Н. С. Хрущёва редакционная коллегия журнала была расформирована, а само издание в 1959—1965 годы подверглось жёсткой цензуре, стало более сдержанным, однако качество публикуемых критических материалов при этом кардинально не изменилось.
С 1956 года журнал стал ежемесячным, в 1970 году тираж составил свыше 2,5 тысяч экземпляров, но с начала 1990-х годов он заметно сократился в связи с общим упадком в стране.
В настоящее время (2014) в «Ботаническом журнале» имеются следующие рубрики: обзорные статьи; оригинальные статьи; сообщения; систематические обзоры и новые таксоны; флористические находки; методика ботанических исследований; охрана растительного мира; числа хромосом; история науки; юбилеи и даты, потери науки; критика и библиография; ботанические путешествия; наука за рубежом; хроника; состояние дел в РБО; коллекции.
На страницах журнала представлены все направления ботаники: систематика и флористика; первоописания таксонов; проблемы вида и видообразования; фитоценология, фитогеография и история флор; палеоботаника; цитология, кариология и молекулярная систематика; сравнительная физиология и экологическая анатомия, морфогенез, биология развития и жизненные формы; эмбриология; исследования ультраструктуры клеток растений; палинология; биосистематика; охрана природы.
Существуют сводные указатели содержания: Д. В. Лебедев и С. Ю. Липшиц, Библиографический справочник по «Ботаническому журналу», т. 1—40, 1916—55, «Ботанический журнал», 1956, т. 41, № 12; их же, Библиографический справочник по журналу «Советская ботаника», 1933—47, там же, 1957, т. 42, № 12; К. Б. Архарова и Д. В. Лебедев, Библиографический справочник по «Ботаническому журналу», т. 41—50, 1956—65, Л., 1969.